# Rusałka

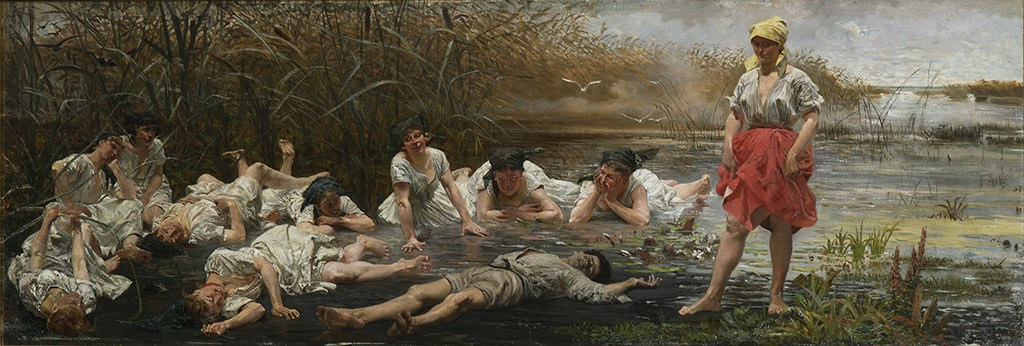
Jacek Malczewski, Załaskotany – cykl Rusałki

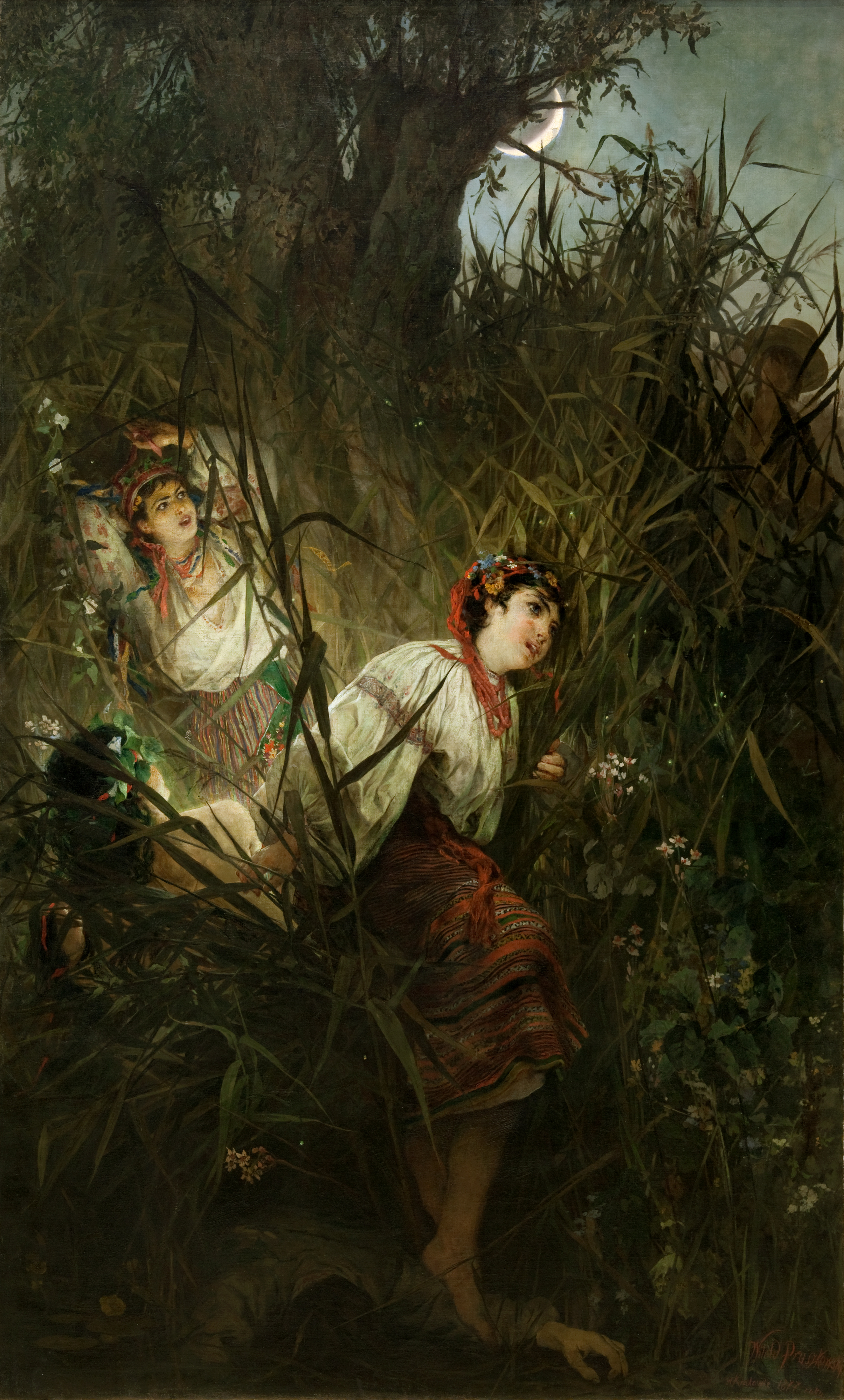
Witold Pruszkowski, Rusałki (1877)

Rusałka – w religii Słowian demoniczna istota zamieszkująca lasy, pola i zbiorniki wodne.

## Etymologia
Termin rusałka pochodzi od łacińskiego rosalia (święto róż) i pojawił się dopiero w XVIII wieku. Takie starorzymskie pochodzenie słowa wywodzi część badaczyː Aleksander Gieysztor łączy je z obchodami na cześć bogini Karny, przypadającymi w okresie kwitnienia róż. Poprzez Bałkany termin dotarł na Ruś. Wśród Białorusinów pod terminem rusałka rozumiano południowosłowiańską wiłę, a w zachodniej jej częściː kazytkę (od kazytat – łaskotać). Z kolei Ukraińcy nazywali rusałkę łoskotuchą, łoskotałką, co także odnosiło się do rodzaju tortur, jakie rusałki zadawały ludziom. Bułgarska rusałka, zwodząca ludzi to wiła lub juda.
Na Mazowszu, w Sandomierskiem, w Krakowskiem i na Mazurach nazywano rusałki majkami, a u górali tatrzańskich znane były jako dziwożony. Rusałki zwane były też na terenach Polski pannami wodnymi lub boginkami. Na Pomorzu wodne rusałki nazywano morianami, a w Polsce wodianami – te pojęcia ewoluowały potem w ogólne pojęcie topielic/topielnic. Nazwa kojarzona z rusałkami to także nawka (l.mn. nawki).

## Wygląd i wierzenia
Rusałki mogły być leśne lub wodne. Ukazywały się zazwyczaj jako piękne, nagie dziewczęta z rozpuszczonymi, długimi włosami. Rzadziej objawiały się jako stare i odrażające kobiety – np. kozytki/kazytki na Podlasiu, czyli dusze utopionych starych kobiet, które jednak nie zwabiały ludzi, a jedynie prały chusty na brzegu zbiorników wodnych, która to czynność była charakterystyczna dla opisów boginek. Według wierzeń z zapisów etnograficznych, rusałki zwykle były nagie (wschodnia i południowa Białoruś, czasem Małopolska) lub ubrane (Małopolska, część Bułgarii). 
Popularne było wierzenie, że rusałkami stawały się panny, które zmarły przed zamążpójściem. Na Rusi Litewskiej uważano, że rusałki to poronione dzieci Białorusinek lub dzieci, które umarły nieochrzczone. Głównie jednak na tych terenach za rusałki uważano dusze zmarłych dziewcząt. Rosyjskie rusałki pozostawiały na brzegu ślady podobne do śladów gęsi.
Rusałki głośno się śmiały, klaskały w dłonie, śpiewały. Pojawiały się w czasie nowiu i wabiły do siebie głównie młodzieńców, zachęcając do wspólnego huśtania się na drzewach (rusałki leśne) lub wspólnej kąpieli (rusałki wodne). Tych, którzy ich dotknęli, zabijały poprzez łaskotanie lub opętańczy taniec. Czasem zadawały zagadkę i jeśli człowiek poprawnie odpowiedział, mógł odejść w spokoju. Rusałki były szczególnie złośliwe wobec żyjących dziewcząt. 
Spotykało się rozróżnienie w wyglądzie rusałekː leśne miały być bardziej kobiece i o czarnych włosach, te wodne natomiast bardziej dziewczęce i o złotych włosach. Gdy zwabiony człowiek zbliżył się, kolor włosów demonów okazywał się zielony, a piękne twarze wykrzywione.
Na Rusi w okolicach Zielonych Świątek obchodzono rusałczy tydzień, podczas którego składano rusałkom w ofierze chleb i urządzano uczty, a dziewczęta śpiewały specjalne pieśni o rusałkach/dla rusałek. W czasie od dnia św. Trójcy do dnia św. Piotra był zakaz kąpieli, ponieważ w tym okresie rusałki przebywały na Ziemi.